# Sámuel Ambrózy
Sámuel Ambrózy, auch Samuel Ambrosy, (* 22. März 1748 in Selniz; † 13. Februar 1806 in Schemnitz) war ein ungarischer lutherischer Theologe. Er wirkte als slawischer Prediger zu Radwann. Später wurde er als deutscher Prediger nach Schemnitz berufen. Dort begründete er eine Schule. Er verfasste einige lateinische Gedichte, aber auch weitere Werke.

## Werke
- Annales novi Ecclesiastico-Scholastici Evangelicorum Augustanae et Helveticae Confessionis in austriaca Monarchia (Schemnitz 1793 bis 1803, neun Bände)
- Gotteshäuser der Christen (Schemnitz 1796)